# アレックス・ロメロ
アレクサンデル・ラファエル・ロメロ・ガルバン（Alexander Rafael Romero Galbán、1983年9月9日 - ）は、ベネズエラ・スリア州マラカイボ出身のプロ野球選手(外野手)。右投左打。メキシカンリーグ・タバスコ・キャトルメン所属。

## 経歴

### プロ入りとツインズ傘下時代
2002年にミネソタ・ツインズとマイナー契約を結び、プロ入り。この年は、傘下のルーキー級ガルフ・コーストリーグ・ツインズで56試合に出場し、打率.333・2本塁打・42打点を記録している。
2003年は、A級クァッドシティズ・リバーバンディッツで開幕を迎えた。この年は、120試合に出場し、打率.296・4本塁打・40打点を記録した。
2004年は、A+級フォートマイヤーズ・ミラクルで開幕を迎えた。この年は、105試合に出場し、打率.292・6本塁打・42打点を記録した。
2005年は、AA級ニューブリテン・ロックキャッツで開幕を迎えた。この年は、139試合に出場し、打率.301・15本塁打・77打点を記録した。初めて二桁本塁打を記録するなど長打力が飛躍した。
2006年は、前年同様AA級ニューブリテンで開幕を迎えた。ここでは、48試合に出場し、打率.281・5本塁打・16打点を記録した。その後、AAA級ロチェスター・レッドウイングスに昇格した。ここでは、71試合に出場し、打率.250・0本塁打・26打点を記録した。

### ダイヤモンドバックス時代
2007年1月19日にウェーバーでアリゾナ・ダイヤモンドバックスへ移籍した。傘下のAAA級ツーソン・サイドワインダーズ(現：リノ・エーシズ)で開幕を迎えた。この年は、131試合に出場し、打率.310・5本塁打・66打点を記録した。
2008年の開幕に、25人枠に登録された。4月2日のシンシナティ・レッズ戦に代打で出場し、ベネズエラ人選手史上217人目のメジャーデビューを果たした。翌3日の試合にて、代打で途中出場し犠牲フライでメジャー初打点を記録した。
2009年に退団した。

### ブレーブス傘下時代
2010年は、アトランタ・ブレーブスとマイナー契約を結んだ。傘下のAA級ミシシッピ・ブレーブスで開幕を迎えた。ここでは、43試合に出場し、打率279、1本塁打、19打点を記録した。その後、AAA級グウィネット・ブレーブスに昇格した。ここでは、18試合に出場し、打率.190・1本塁打・2打点を記録した。同年限りで退団した。

### マーリンズ傘下時代
2011年は、フロリダ・マーリンズ(現：マイアミ・マーリンズ)とマイナー契約を結んだ。傘下のAA級ジャクソンビル・サンズで開幕を迎えた。ここでは、104試合に出場し、打率.303・7本塁打・50打点を記録した。その後、AAA級ニューオーリンズ・ゼファーズに昇格した。ここでは、19試合に出場し、打率.339・0本塁打・5打点を記録した。同年限りで、退団した。

### タイガース時代
2012年は、メキシカンリーグのキンタナロー・タイガースと契約を結んだ。ここでは、105試合に出場し、打率.349・14本塁打・74打点を記録した。禁止薬物で陽性反応が見つかり、2013年シーズンから50試合出場停止処分を受けた。

### リミニ時代
2013年開幕前の3月に第3回WBCのベネズエラ代表に選出された。その後、イタリアンベースボールリーグのリミニ・ベースボールクラブと契約を結んだ。この年は、24試合に出場し、打率.479・5本塁打・35打点を記録した。
2014年も前年同様にリミニ・ベースボールクラブでプレーした。同年限りで退団。

### レッドイーグルズ時代
2015年12月10日にメキシカンリーグのベラクルス・レッドイーグルスと契約を結んだ。

## 詳細情報

### 年度別打撃成績
| 年 度    | 球 団    | 試 合 | 打 席 | 打 数 | 得 点 | 安 打 | 二 塁 打 | 三 塁 打 | 本 塁 打 | 塁 打 | 打 点 | 盗 塁 | 盗 塁 死 | 犠 打 | 犠 飛 | 四 球 | 敬 遠 | 死 球 | 三 振 | 併 殺 打 | 打 率 | 出 塁 率 | 長 打 率 | O P S |
| -------- | -------- | ----- | ----- | ----- | ----- | ----- | -------- | -------- | -------- | ----- | ----- | ----- | -------- | ----- | ----- | ----- | ----- | ----- | ----- | -------- | ----- | -------- | -------- | ----- |
| 2008     | ARI      | 78    | 142   | 135   | 13    | 31    | 8        | 2        | 1        | 46    | 12    | 4     | 0        | 2     | 1     | 3     | 0     | 1     | 20    | 3        | .230  | .250     | .341     | .591  |
| 2009     | ARI      | 66    | 157   | 145   | 14    | 36    | 6        | 2        | 1        | 49    | 18    | 2     | 0        | 0     | 0     | 11    | 1     | 1     | 23    | 7        | .248  | .306     | .338     | .644  |
| MLB：2年 | MLB：2年 | 144   | 299   | 280   | 27    | 67    | 14       | 4        | 2        | 95    | 30    | 6     | 0        | 2     | 1     | 14    | 1     | 2     | 43    | 10       | .239  | .279     | .339     | .619  |

- 2016年度シーズン終了時

### 背番号
- 28 (2008年 - 2009年)

### 代表歴
- 2013 ワールド・ベースボール・クラシック・ベネズエラ代表